# Bílek (przystanek kolejowy)
Bílek – przystanek kolejowy w miejscowości Bílek, w kraju Wysoczyna, w Czechach. Znajduje się na wysokości 535 m n.p.m.
Na przystanku nie ma możliwości zakupu biletu, a obsługa podróżnych odbywa się w pociągu.

## Linie kolejowe
- 238 Pardubice - Havlíčkův Brod